# Кікіньов Олександр Федорович
Олександр Федорович Кікіньов (біл. Александр Фёдорович Кикинёв; нар. 9 квітня 1980, село Мормоль Жлобінського району Гомельської області) — білоруський борець греко-римського стилю, бронзовий призер чемпіонату світу, чемпіон та дворазовий призер чемпіонатів Європи, переможець кубку світу, учасник двох Олімпійських ігор. Заслужений майстер спорту Республіки Білорусь з греко-римської боротьби.
Боротьбою займається з 1989 року. Готується в Мінському міському центрі олімпійського резерву з боротьби імені А. В. Медведя.

## Виступи на Олімпіадах
| Змагання                    | Збірна   | Вагова категорія | Місце |
| --------------------------- | -------- | ---------------- | ----- |
| Літні Олімпійські ігри 2004 | Білорусь | 74 кг            | 15    |
| Літні Олімпійські ігри 2012 | Білорусь | 74 кг            | 5     |

## Виступи на Чемпіонатах світу
| Змагання                        | Збірна   | Вагова категорія | Місце  |
| ------------------------------- | -------- | ---------------- | ------ |
| Чемпіонат світу з боротьби 2002 | Білорусь | 74 кг            | 8      |
| Чемпіонат світу з боротьби 2003 | Білорусь | 74 кг            | 6      |
| Чемпіонат світу з боротьби 2005 | Білорусь | 74 кг            | 31     |
| Чемпіонат світу з боротьби 2009 | Білорусь | 74 кг            | Бронза |
| Чемпіонат світу з боротьби 2010 | Білорусь | 74 кг            | 22     |
| Чемпіонат світу з боротьби 2011 | Білорусь | 74 кг            | 11     |

## Виступи на Чемпіонатах Європи
| Змагання                         | Збірна   | Вагова категорія | Місце  |
| -------------------------------- | -------- | ---------------- | ------ |
| Чемпіонат Європи з боротьби 2003 | Білорусь | 74 кг            | Срібло |
| Чемпіонат Європи з боротьби 2007 | Білорусь | 74 кг            | 24     |
| Чемпіонат Європи з боротьби 2008 | Білорусь | 74 кг            | 13     |
| Чемпіонат Європи з боротьби 2009 | Білорусь | 74 кг            | Бронза |
| Чемпіонат Європи з боротьби 2010 | Білорусь | 74 кг            | Золото |

## Виступи на Кубках світу
| Змагання                    | Збірна   | Вагова категорія | Місце  |
| --------------------------- | -------- | ---------------- | ------ |
| Кубок світу з боротьби 2011 | Білорусь | 74 кг            | Золото |
| Кубок світу з боротьби 2013 | Білорусь | 84 кг            | 10     |

## Виступи на інших змаганнях
| Змагання                                                           | Збірна   | Вагова категорія | Місце  |
| ------------------------------------------------------------------ | -------- | ---------------- | ------ |
| Міжнародний меморіал Дейва Шульца 2005                             | Білорусь | 74 кг            | Бронза |
| Гран-прі Німеччини з боротьби 2005                                 | Білорусь | 74 кг            | 10     |
| Золотий Гран-прі з боротьби 2006                                   | Білорусь | 74 кг            | Срібло |
| Олімпійський кваліфікаційний турнір з греко-римської боротьби 2008 | Білорусь | 74 кг            | Срібло |
| Золотий Гран-прі з боротьби 2010                                   | Білорусь | 74 кг            | Бронза |
| Золотий Гран-прі з боротьби 2010                                   | Білорусь | 74 кг            | Бронза |
| Турнір Вехбі Емре 2011                                             | Білорусь | 74 кг            | Срібло |
| Кубок Президента Казахстану з боротьби 2011                        | Білорусь | 74 кг            | Золото |
| Меморіал Олега Караваєва 2011                                      | Білорусь | 74 кг            | Срібло |
| Золотий Гран-прі з боротьби 2012                                   | Білорусь | 74 кг            | 5      |
| Олімпійський кваліфікаційний турнір з греко-римської боротьби 2012 | Білорусь | 74 кг            | Срібло |
| Золотий Гран-прі з боротьби 2012                                   | Білорусь | 74 кг            | 5      |
| Турнір Івана Піддубного 2013                                       | Білорусь | 84 кг            | 19     |
| Золотий Гран-прі з боротьби 2013                                   | Білорусь | 84 кг            | 15     |
| Турнір Івана Піддубного 2014                                       | Білорусь | 80 кг            | 16     |
| Меморіал Олега Караваєва 2014                                      | Білорусь | 85 кг            | Бронза |
| Гран-прі FILA 2015                                                 | Білорусь | 85 кг            | 10     |
| Турнір Вехбі Емре 2015                                             | Білорусь | 85 кг            | 5      |
| Кубок Владислава Пітласинські 2015                                 | Білорусь | 85 кг            | 7      |
| Меморіал Олега Караваєва 2015                                      | Білорусь | 85 кг            | Бронза |
| Гран-прі Німеччини з боротьби 2016                                 | Білорусь | 85 кг            | Бронза |
| Олімпійський кваліфікаційний турнір з греко-римської боротьби 2016 | Білорусь | 85 кг            | 14     |